# Skyddsvakt i Sverige

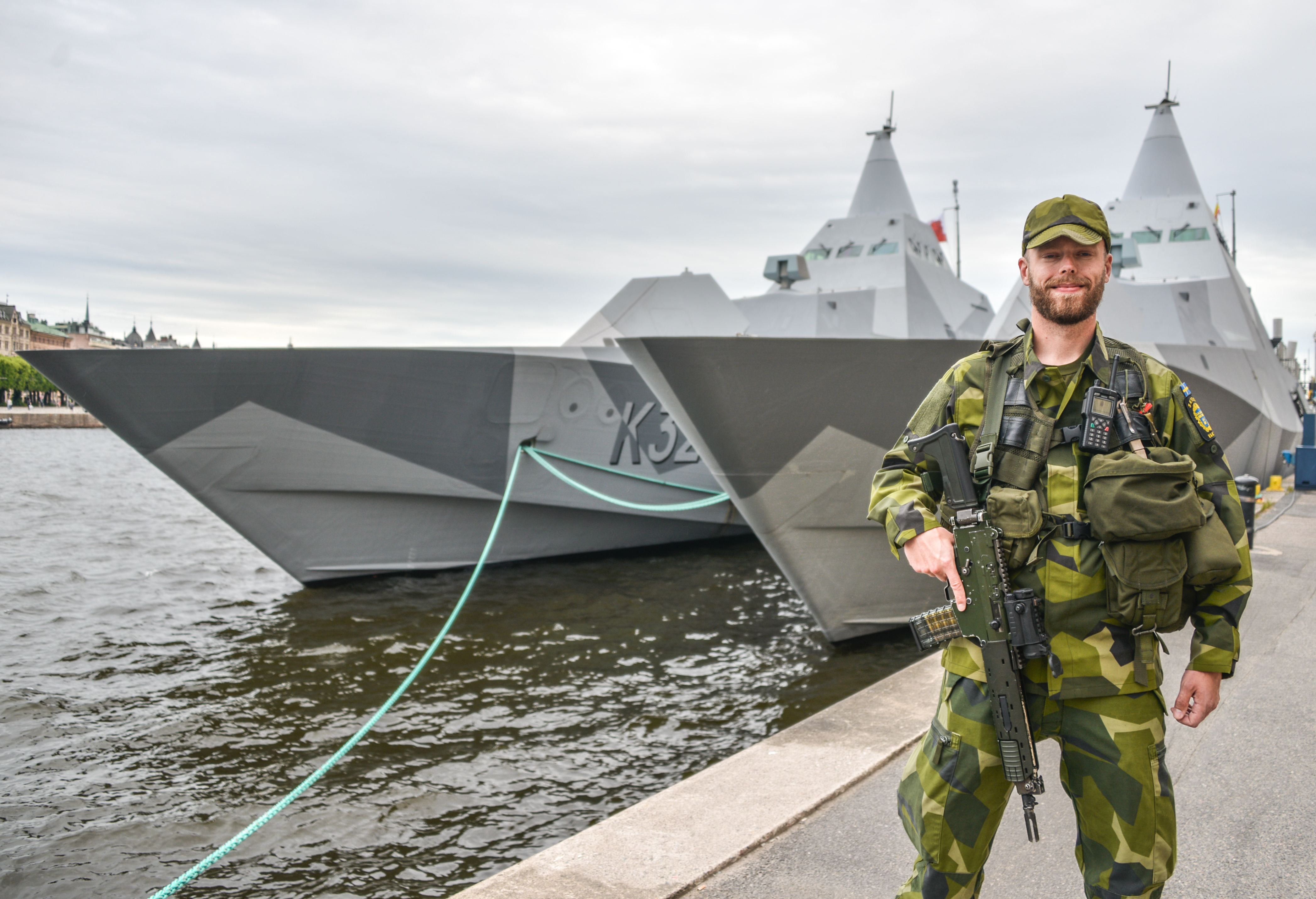
Skyddsvakt framför Fjärde sjöstridsflottlijens och vid Nybrokajen i Stockholm i juni 2018.

Skyddsvakt kallas personal som enligt skyddslagen har till uppgift att bevaka skyddsobjekt utan att vara polisman.
Skyddsobjekt är byggnader, anläggningar, områden eller andra objekt som anses samhällsviktigt och som räknas upp i skyddslagen. Skyddsobjekt har ett förstärkt rättsskydd och skyddsvakter har långtgående befogenheter att ingripa med tvångsmedel mot enskilda som vistas på, invid och i skyddsobjektets närhet.

## Huvudsakliga uppgifter
En skyddsvakts bevakningsuppgift är att skydda mot:
- Spioneri samt röjande av hemliga uppgifter som rör totalförsvaret
- Sabotage
- Terroristbrott
- Grovt rån[2]
- Obehörigt tillträde
- Olovlig avbildning
- Olovlig vattenaktivitet [5] samt att
- Skydda allmänheten från att komma till skada till följd av militär verksamhet[6]

I bevakningsuppgiften ingår också att identifiera och kontrollera personer som befinner sig invid objektet samt att ingripa mot obemannade farkoster.
En skyddsvakts arbetsuppgifter kan vara av mycket varierade art och kan inkludera handläggning av behörighetsärenden, stationär bevakning, in- eller utpasseringskontroll, patrullering, kontroll av misstänkta personer, utryckning, arbete i larmcentral och deltagande i insatsstyrka. 

## Historik

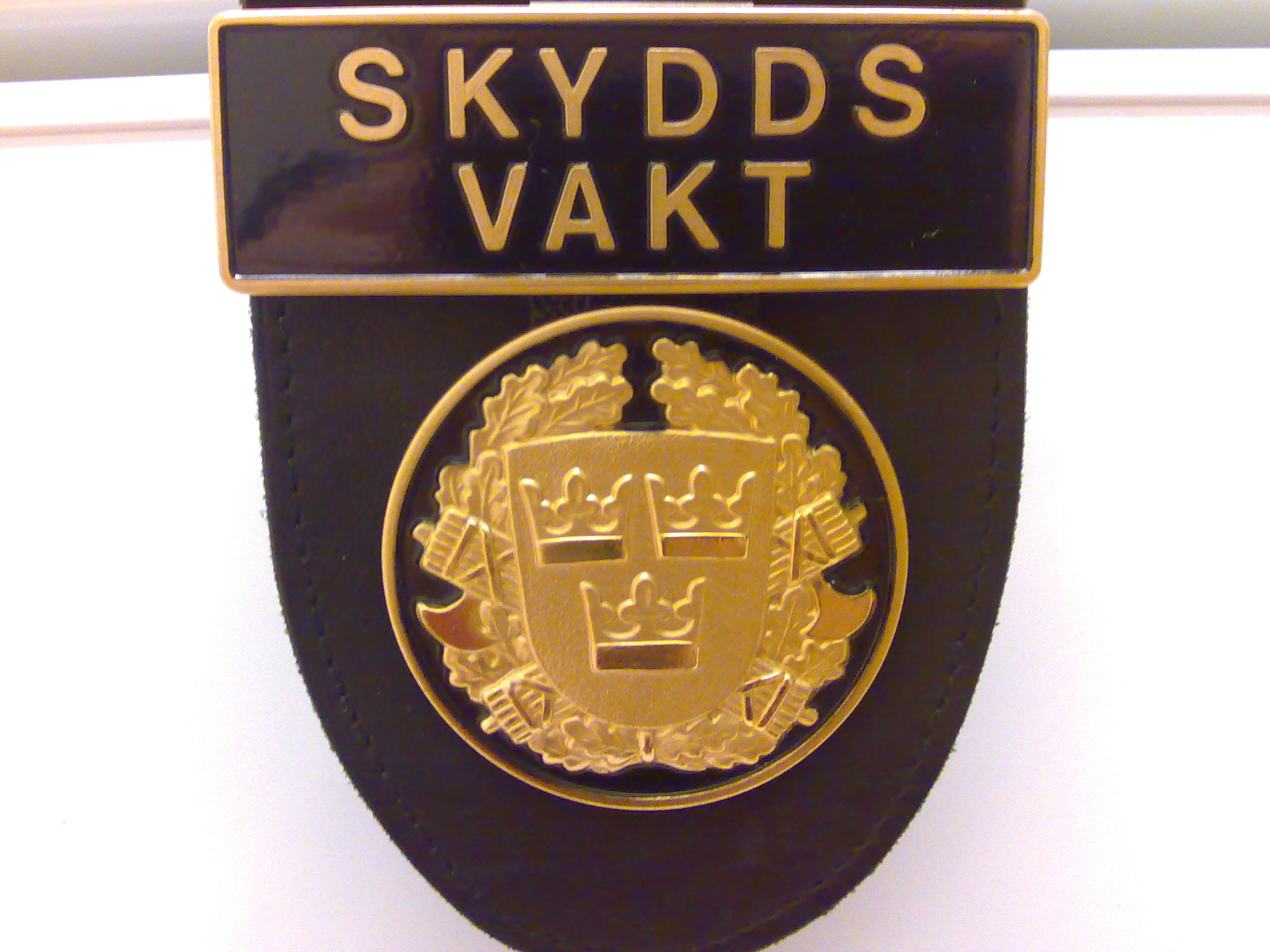
Skyddsvaktsemblem för civil skyddsvakt som användes från 90-talet fram till 2010.

Redan i samband med första världskriget infördes regler för att skydda bland annat försvarshemligheter, bland annat infördes straff för spioneri även i fredstid. Sverige lyckades förhålla sig neutralt under världskriget, men i slutet på 30-talet såg man återigen en orolig omvärld. Man såg återigen ett behov av att stärka skyddet av försvarshemligheter samt ett behov av att förhindra sabotage mot viktiga objekt (till en början benämnda skyddsföremål). I maj 1940 trädde lag med vissa bestämmelser till skydd för försvaret m.m. i kraft vilket gav försvarsmakten och länsstyrelserna möjlighet att förordna skyddsvakter med särskilda befogenheter. Skyddsvaktens befogenheter har i stort sett varit oförändrade sedan dess. I samband med att definitionen av kroppsvisitation i brottsbalken ändrades var en ändring av skyddslagen nödvändig för att skyddsvakten skulle behålla befogenheten att undersöka fordon, fartyg och luftfartyg. 

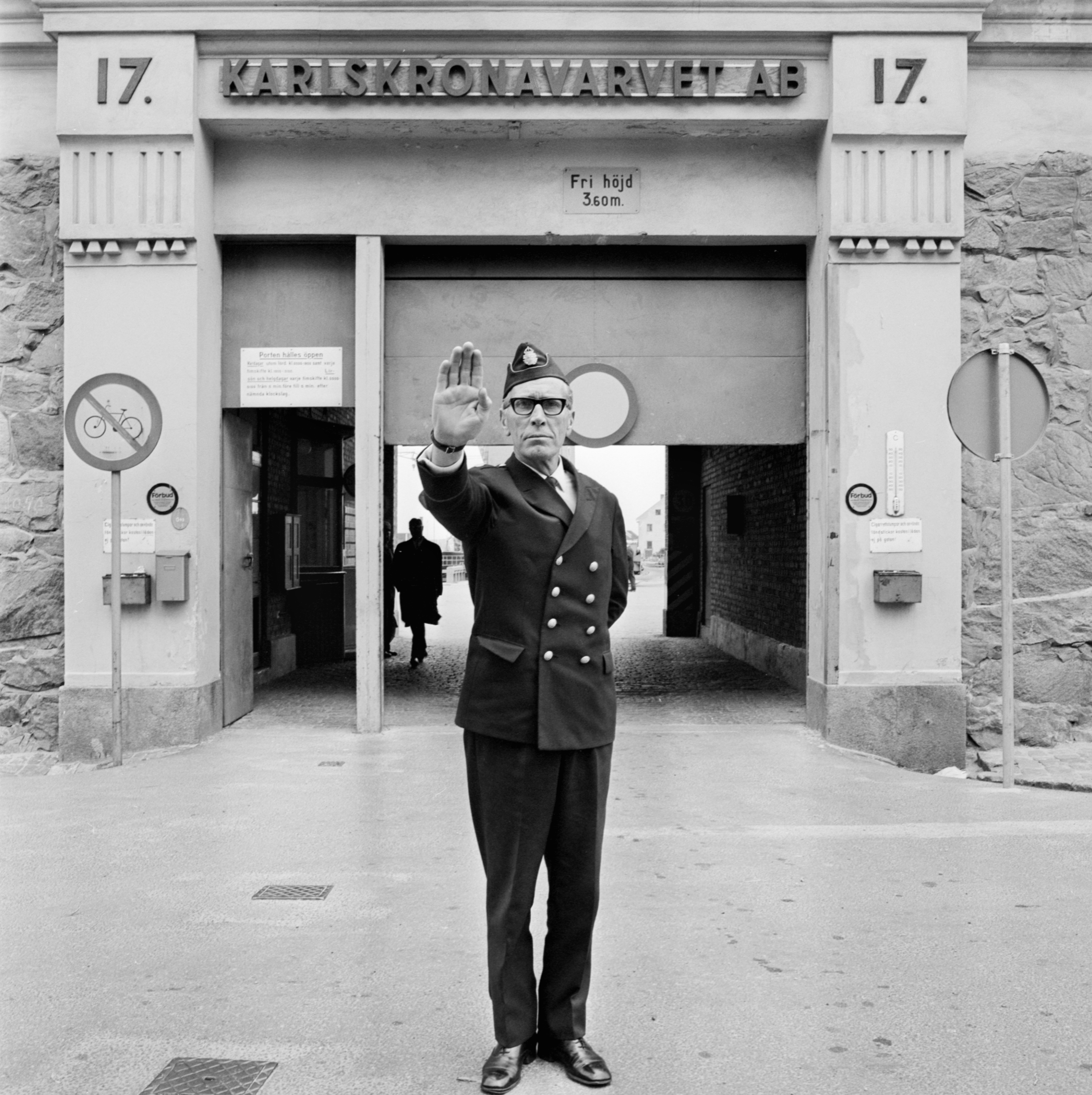
Karlskronavarvet, port 17, sommaren 1966. På sidorna ses skyltar för skyddsföremål.

Skyddsvaktens roll var till en början främst militär genom att skydda mot spioneri och sabotage mot samhällsviktiga anläggningar men kom under 2000-talet att ändras. Skyddslagen fick sin nuvarande form, som trädde i kraft första juli 2010, efter en omarbetning av tidigare lagar. Skyddsvaktens uppgift kom då att bli allt mer inriktad mot beskyddande av allmän ordning och säkerhet samt bekämpning av terrorism och grov organiserad brottslighet.
| ”                                                            | Omvärldsförändringarna har inneburit att de mellanstatliga relationerna framför allt i vårt närområde numera är mer avspända. Norden och Östersjöregionen präglas enligt Försvarsberedningen av stabilitet, dialog och samarbete på en aldrig tidigare skådad nivå. Samtidigt rymmer den globala arenan numera bl.a. konflikter och kriser som innebär att andra slags hot än av mellanstatlig karaktär växer sig starkare. Inte minst gäller detta hotet från internationell terrorism och andra besläktade antagonistiska hot från icke-statliga aktörer. Den gränsöverskridande, grova organiserade brottsligheten utgör också ett potentiellt allvarlig hot mot vår säkerhet | „ |
| – Skyddet för samhällsviktig verksamhet (SOU 2008:50) s. 128 | |   |

Detta ledde till att ytterligare verksamheter kunde klassas som skyddsobjekt och att skyddsvaktens rätt att med polismans befogenhet ingripa mot spioneri och sabotage utökades till att även gälla terroristbrott och grovt rån. Fram till idag har endast mindre ändringar i skyddslagen gjorts, den största är att från första januari 2020 har särskilda befogenheter att ingripa mot obemannade farkoster tillkommit. I samma lagändring infördes även att polisens och kriminalvårdens verksamheter tillåts utgöra skyddsobjekt och därigenom kan erbjudas förstärkt skydd i form av skyddsvakter. 
Sedan skyddsvaktens befogenheter gällande kroppsvisitation och omhändertagande kom till år 1940 har synen på tvångsmedel förändrats. Förut ansågs det vara en naturlig del av en kroppsvisitation att vid behov även ta med personen till platsen för visitationen, att om det behövs med våld stanna ett fordon vid en fordonsundersökning samt att vid behov belägga en omhändertagen person med fängsel. Idag rör sig rättsuppfattningen allt mer mot att den typen av accessoriska tvångsmedel bör regleras med ett explicit lagstöd, vilket idag saknas för skyddsvakter. Det råder delade meningar om huruvida denna nya rättsuppfattning urholkat skyddsvaktens befogenheter. 
Till en början var skyddsvakten ett sätt att i ett skymningsläge uppnå ett kvalificerat sabotageskydd för militära anläggningar. Från 1945 och fram till 2005 fanns dessutom driftvärn och företagshemvärn vid många verksamheter som utgjorde skyddsobjekt. Dessa kårer kunde oftast agera skyddsvakt vid behov. Idag sker bevakning av en mångfald av objekt som alla har det gemensamt att de är särskilt viktiga för samhällets funktion. Under senare år har skyddsvaktskåren alltmer professionaliserats och utgörs nu oftast av särskilt erfaren personal från säkerhetsbranschen. De militära utbildningarna motsvarar idag i princip de civila motsvarigheterna.

## Civila och militära skyddsvakter

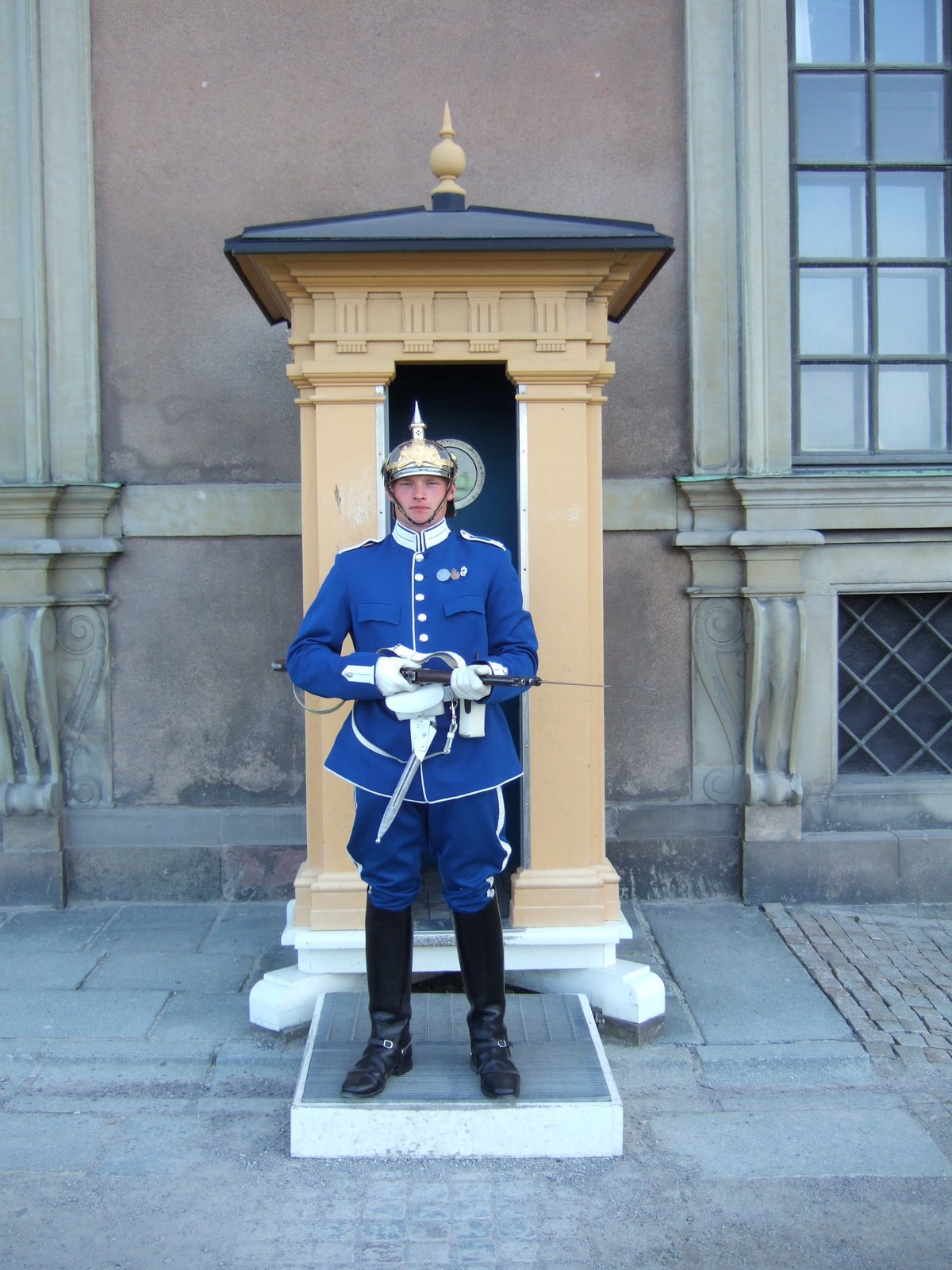
Högvakten vid Stockholms slott är skyddsvakter. Vid högvaktstjänst behöver militär skyddsvakt inte bära skyddsvaktsemblem.

Skyddsvakter skall godkännas av länsstyrelsen i det län skyddsvakten bor eller av försvarsmakten om skyddsvakten arbetar på uppdrag av myndigheten. De som godkänts av länsstyrelsen benämns civila skyddsvakter och de som godkänts av försvarsmakten kallas militära skyddsvakter. Det är polismyndigheten respektive försvarsmakten som beslutar vilken utbildning som krävs och vilken utrustning skyddsvakten får utrustas med.

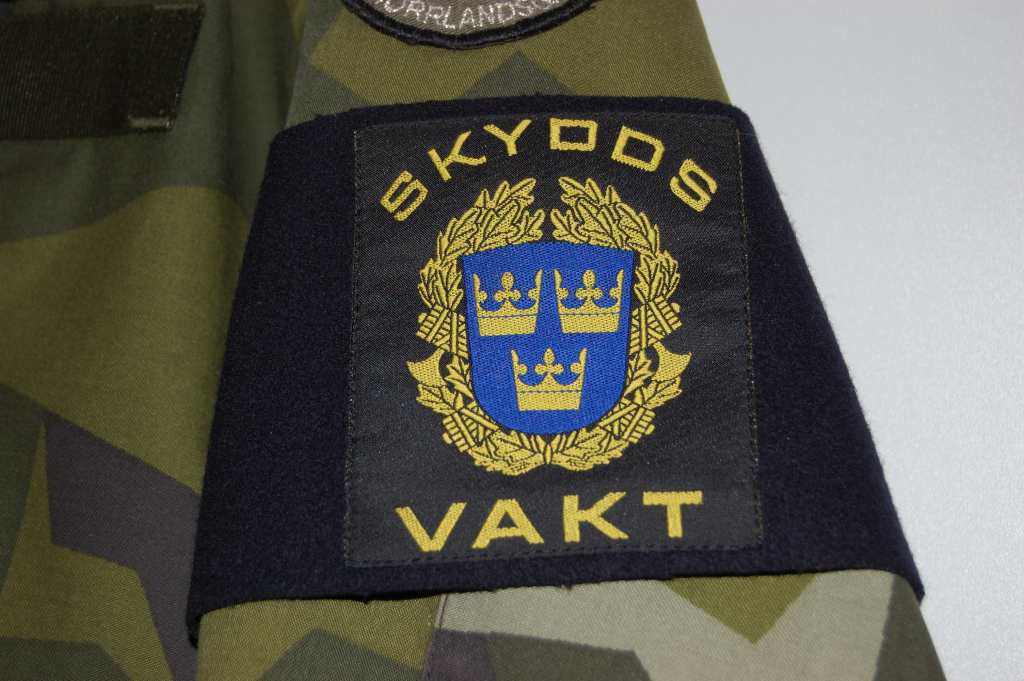
Skyddsvaktsemblem som ska bäras på militär skyddsvakts vänstra överarm. Samma emblem bärs på civil skyddsvakts båda överarmar.

Innan en person kan godkännas som skyddsvakt görs en prövning avseende laglydnad, medborgerlig pålitlighet och lämplighet. Det görs även en registerkontroll från belastningsregistret, misstankeregistret och säkerhetspolisens register. Ett godkännande som skyddsvakt gäller i längst fem år och ska avse anställning eller uppdrag hos uppdragsgivare eller tjänstgöring vid vissa skyddsobjekt. Ett godkännande ska återkallas om skyddsvakten inte längre uppfyller villkoren eller om det finns andra skäl. Samma myndighet som har meddelat godkännandet beslutar om återkallelse.
Skyddsvakter har i sin myndighetsutövning tjänstemannaskydd. 

### Civila skyddsvakter
Civila skyddsvakter skall ha en uniform med funktionsbeteckning på överarmar samt vänster bröst, uniformen ska skilja sig från polisens uniform. De är anställda av den myndighet eller det företag som äger eller nyttjar skyddsobjektet. Bemanningen får även ske med hjälp av anställda i ett auktoriserat bevakningsföretag. Skyddsvakter anställda av ett auktoriserat bevakningsföretag får bevaka både civila och militära skyddsobjekt. 
En civil skyddsvakt skall vara utrustad med handfängsel, men får också bära batong, enhandsvapen, OC-spray och förstärkningsvapen (vapen av annan typ). För att en skyddsvakt skall få utrustas med förstärkningsvapen krävs tillstånd från polismyndigheten. Skyddsvakten får också utrustas med hund för att söka efter sprängämnen eller andra farliga föremål samt för att användas för skydd eller som hjälpmedel för att verkställa en tjänsteåtgärd.
Civil skyddsvakt får använda våld för att ingripa mot obemannade farkoster men de får inte utrustas med störsändare.
Skyddsvakt som tjänstgör på flygplats utgör en del av luftfartsskyddet och kan då ha ytterligare arbetsuppgifter och befogenheter.
Skyddsvakt får till eller på vissa objekt framföra utryckningsfordon med föreskriven larmanordning, det vill säga blåljus och siren.

### Militära skyddsvakter
Militära skyddsvakter bär uniform med skyddsvaktsemblem som tjänstetecken förutom vid högvaktstjänst. Den militära skyddsvakten ska vara utrustad med skjutvapen, men får även utrustas med handfängsel, batong eller hund som Försvarsmakten tillhandahåller.
Det finns utrymme för militär skyddsvakt att utrustas med störsändare för att ingripa mot obemannade farkoster.

## Skyddsvaktens befogenheter
Skyddsvakten har i tjänsten långtgående befogenheter att kontrollera personer som befinner sig på eller invid ett skyddsobjekt. Någon misstanke krävs inte för att utföra kontroller enligt skyddslagen, men skyddsvakten bör beakta behovs- och proportionalitetsprincipen. Skyddsvakten får använda våld för att verkställa en tjänsteåtgärd, till och med med skjutvapen om det behövs.

### Identifiering

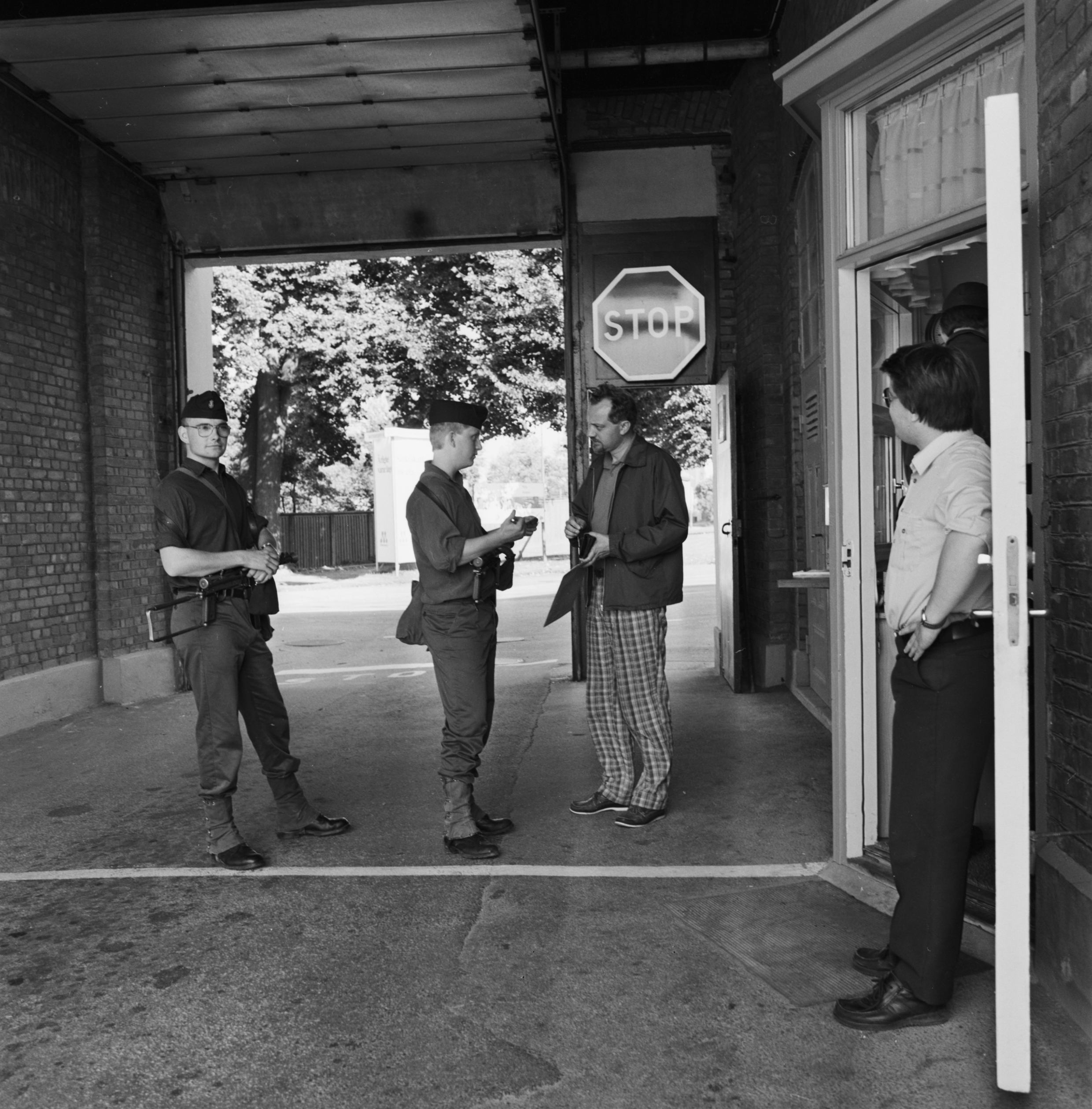
En person blir kontrollerad i samband med inpassering till Karlskronavarvet 1988.

Den som befinner sig på eller invid skyddsobjektet är skyldig att samarbeta för att bli identifierad. Eftersom allmänheten inte har någon skyldighet att bära legitimationshandling gäller skyldigheten minst att uppge namn, födelsetid och hemvist. Konstruktionen liknar den som gäller om en polisman misstänker att någon är efterlyst, så kallad polisiering. Den som inte samarbetar vid identifieringen riskerar att bli tillfälligt omhändertagen i upp till sex timmar för identifiering, det samma gäller den som kan antas ljuga om sin identitet. Lyckas inte skyddsvakten identifiera personen skall personen överlämnas till polisman som tillämpar samma regler som gäller personer omhändertagna för polisiering.

### Kroppsvisitation
Personer som vistas invid ett skyddsobjekt skall finna sig i att bli kroppsvisiterade. Visitation av väsentlig omfattning ska utföras inomhus i avskilt utrymme och i vittnes närvaro om möjligt. Reglerna om kroppsvisitation i skyddslagen har gjorts könsneutrala, det innebär att det endast är personer av samma kön som den undersökte som får verkställa eller bevittna visitationen. Läkare och sköterskor får utföra eller bevittna visitationen oavsett kön. Ytlig visitation för att söka efter vapen och farliga föremål får oavsett kön och plats.

### Undersökning av farkoster

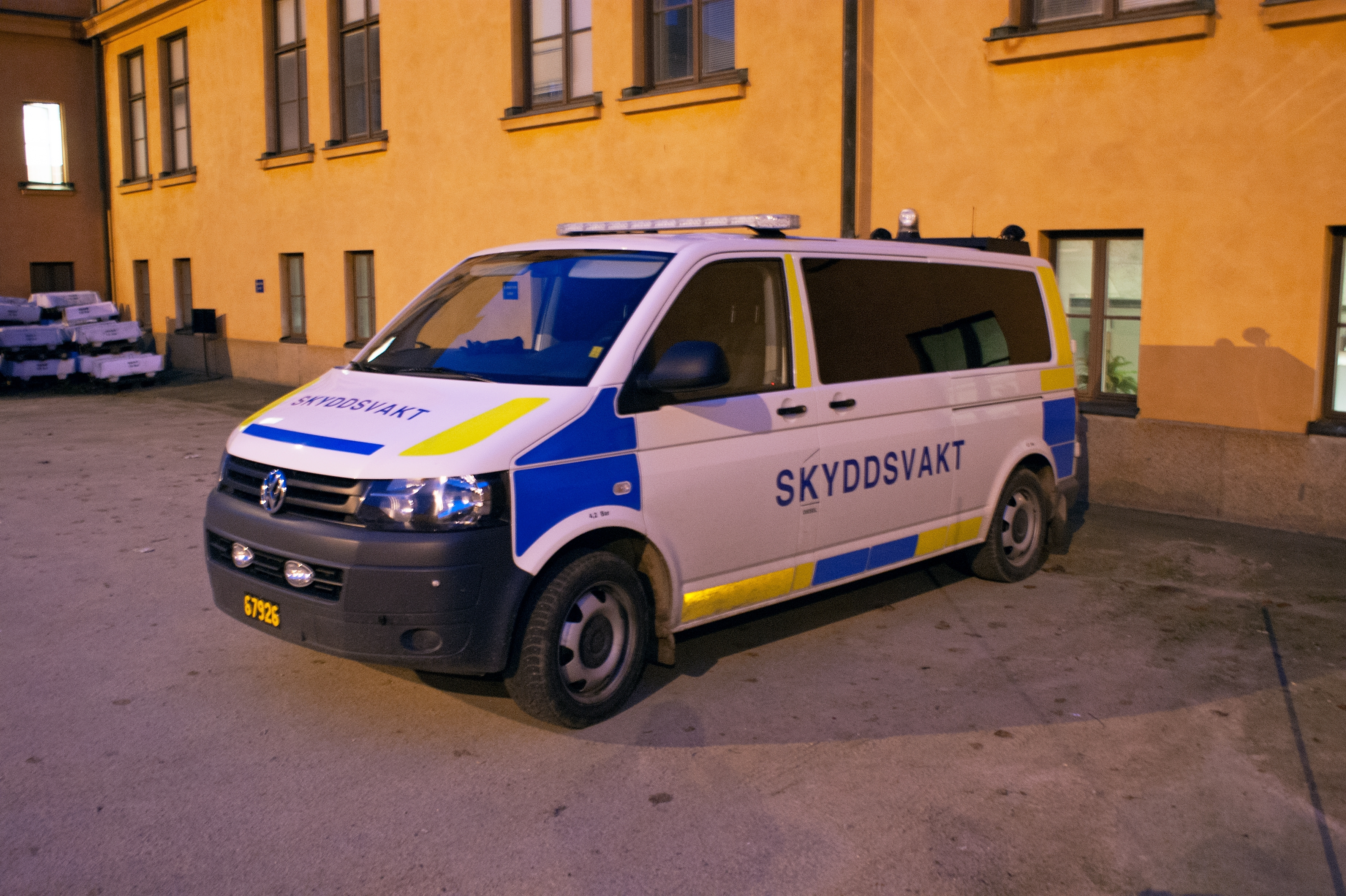
Exempel på militärt skyddsvaktsfordon.

Skyddsvakter får besluta om husrannsakan av fordon, fartyg och luftfartyg som medförts till platsen. Farkosten skall befinna sig på eller invid skyddsobjektet, övergivna farkoster får inte undersökas. Den som medfört farkosten skall finna sig i undersökningen.

### Ingripande mot obemannade farkoster

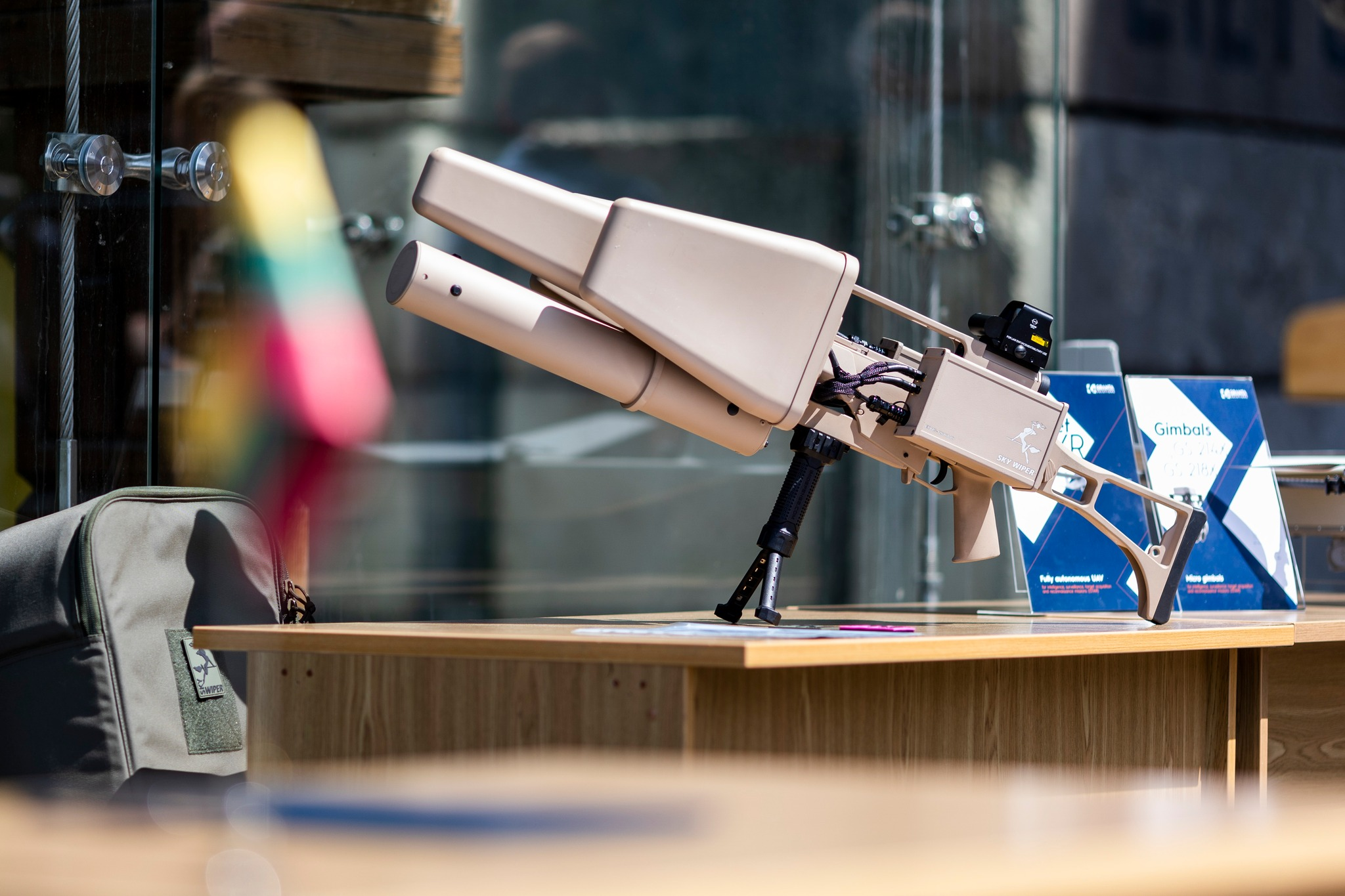
EDM4S är ett exempel på störsändare särskilt utvecklad för att användas vid ingripande mot drönare.

Skyddsvakter får utöver husrannsakan avseende obemannade farkoster också ingripa på annat sätt om farkosten befinner sig i närheten av ett skyddsobjekt. Våld får då användas. Bestämmelsen är teknikneutral på så sätt att det inte spelar någon roll om det avser en farkost som rör sig på marken, i luften, på vattnet eller under vattenytan. Ingripandet får ske såväl tekniskt (exempelvis med störsändare) som med kinetiska medel, exempelvis i form av särskilda skjutvapen eller liknande. 
Militär skyddsvakt kan utrustas med störsändare, vilket en civil skyddsvakt inte får.

### Polismans befogenhet gällande gripande och beslag
Skyddsvakt har samma befogenhet som polisman att gripa personer som kan misstänkas för de brott som skyddslagen avser att skydda mot. Befogenheten gäller även förberedelse till brott och om gärningsmannen befinner sig i närheten av ett skyddsobjekt eller om gärningsmannen flyr. Skyddsvakten har vid dessa ingripanden också polismans befogenhet att ta föremål i beslag. I praktiken innebär detta att det skall finnas en skälig misstanke om att gärningsmannen begått sabotage, spioneri, terroristbrott eller grovt rån samt att en åklagares anhållandebeslut inte kan inväntas, så kallat fara i dröjsmål.

### Ytterligare befogenheter avseende beslag
Föremål som framkommer vid kroppsvisitation eller husrannsakan i farkoster eller påträffas i samband med gripande får tas i beslag enligt regler i rättegångsbalken.
Utöver detta har skyddsvakten befogenhet att göra fristående beslag avseende föremål som skäligen kan antas bli förverkade eller som kan antas utgöra bevis avseende brott mot skyddslagen.

### Avvisanden, avlägsnande och tillfälliga omhändertaganden
Den som överträtt ett av skyddslagens förbud, inte finner sig i visitation eller husrannsakan, inte samarbetar eller antas ljuga vid identifiering kan avvisas, avlägsnas eller frihetsberövas i upp till sex timmar av en skyddsvakt. Ett tillfälligt omhändertagande skall anmälas och prövas enligt särskilda bestämmelser av polisman. Skyddsvakten behöver dock inte skyndsamt överlämna den omhändertagne till polismannen.

### Våldsanvändning
Skyddsvakten har befogenhet att använda försvarligt våld för att verkställa en tjänsteåtgärd. Skjutvapen får användas i laga befogenhet om uppgiften inte kan lösas på ett annat sätt. Skyddsvakten har givetvis också samma rätt som andra att använda våld nödvärnssituationer eller i nöd.
Skyddsvakten har också en särskild befogenhet att ingripa med våld mot obemannade farkoster.

### Handfängsel
Civila skyddsvakter skall alltid vara utrustade med handfängsel, militär skyddsvakt får utrustas med handfängsel.
När skyddslagen kom till ansågs handfängsel vara en del av den våldsanvändning som tillkommer den som skall verkställa ett tvångsmedel.
Sedan dess har andra brottsbekämpande yrken fått en uttrycklig befogenhet att använda handfängsel på personer de ingriper mot, även utan att tjänstemannen först möts av motstånd. Exempel på tjänstemän med denna befogenhet är polismän, ordningsvakter, kustbevakningstjänstemän och tulltjänstemän. Någon uttrycklig bestämmelse om att använda fängsel tillkommer idag inte skyddsvakt förutom avseende gripna personer, då med stöd av häkteslagen.

### Ingripande enligt folkrättsliga principer
Såväl militära som civila skyddsvakter anses vara kombattanter enligt folkrättsliga definitioner samt krigsmän enligt definitionen i brottsbalken. Vid ett väpnat angrepp från främmande makt eller om Sverige är i krig agerar skyddsvakterna enligt folkrättsliga principer och krigets lagar. Eftersom ett väpnat angrepp kan komma oväntat och utan föregående krigsförklaring eller i ett så kallat gråzonsläge har skyddsvakter stora befogenheter även i fredstid.

### Skyddsvaktens övriga rättigheter
När skyddsvakten inte agerar med polismans befogenhet eller med de särskilda befogenheter som kommer med ämbetet agerar den som envar. Den kan då exempelvis gripa den som är efterlyst eller på bar gärning påträffas med att begå brott som har fängelse i straffskalan, så kallat envarsgripande. 
I samband med gripande, oavsett lagstöd, får föremål tas i beslag och en ytlig så kallad skyddsvisitation utföras.
Skyddsvakten kan också använda sig av brottsbalkens ansvarsfrihetsbestämmelser. Detta inbegripet om skyddsvakten hjälper någon annan som har befogenhet att verkställa en åtgärd eller om den agerar i nöd eller nödvärn. 
En annan relevant ansvarsfrihetsgrund är förmans befallning, som är särskilt viktig vid krigstillstånd eftersom skyddsvakten är krigsman. Som krigsman har skyddsvaken lydnadsplikt till sin förman under straffansvar.

## Skyddsvaktens skyldigheter
Polisman har ingen generell förmansställning i förhållande till skyddsvakt, polisman skall dock pröva en skyddsvakts beslut avseende frihetsberövanden och beslag. 
Skyddsvakten har tystnadsplikt och skyldighet att dokumentera vissa ingripanden. Dokumentationsskyldigheten skiljer sig åt något mellan civil och militär skyddsvakt.

### Dokumentations- och rapporteringsskyldighet
Skyddsvakt har skyldighet att dokumentera vissa ingripanden. Protokoll skall föras över kroppsvisitationer, frihetsberövanden och beslag. Skyddsvakten skall också protokollföra om den använt våld mot obemannade farkoster.
En skyddsvakt skall skyndsamt anmäla till polisman om skyddsvakten frihetsberövat någon eller om den tagit föremål i beslag. Skyddsvakten är då skyldig att följa polismans anvisningar om huruvida beslutet skall bestå eller hävas. Om beslutet gäller ett tillfälligt omhändertagande skall polismannen först tillämpa reglerna i polislagen avseende tillfälliga omhändertaganden.
En civil skyddsvakt är skyldig att rapportera om den avlossat skott eller om den riktat tjänstevapen mot person.
Militär skyddsvakt skall protokollföra samtliga tvångsåtgärder och ingripanden som inbegripit våldsanvändning mot person.

### Tystnadsplikt
Skyddsvakter har tystnadsplikt. Skyddsvakt anställda av det allmänna tillämpar offentlig- och sekretesslagen. Skyddsvakter anställda av privata rättssubjekt har motsvarande bestämmelse att inte obehörigen röja eller utnyttja uppgifter om enskilda, rikets säkerhet mm. Detta innebär i princip att reglerna är harmoniserade och att även privatanställda skyddsvakter måste finna en sekretessbrytande bestämmelse i offentlig- och sekretesslagen för att kunna dela med sig av information.
Straffansvar för brott mot tystnadsplikten regleras genom den allmänna bestämmelsen om brott mot tystnadsplikten i brottsbalken.